# Résistons!

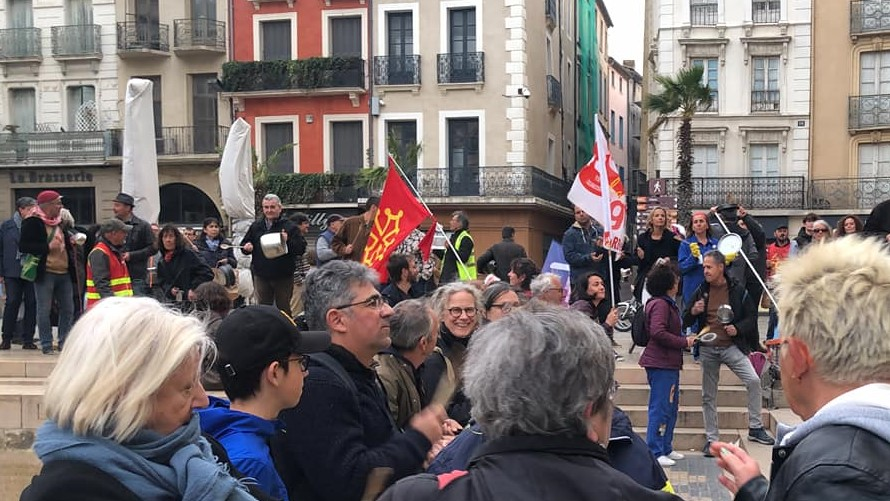
Aktywiści Résistons!
w Narbona w Oksytania podczas demonstracji przeciwko francuskiemu rządowi 17 kwietnia 2023 r.

Wytrzymamy! (fr. Résistons!, RES) – francuska centroprawicowa partia polityczna założona w 2016 roku przez Jeana Lassalle'a. W wyborach prezydenckich w 2022 roku kandydat partii na prezydenta - Jean Lassalle uzyskał 3,13% głosów, zostając tym samym 7. kandydatem z 12..